# Joseph Henry
Pour les articles homonymes, voir Henry.
Ne doit pas être confondu avec Henry Joseph.
Joseph Henry (né le 17 décembre 1797 à Albany (New York), mort le 13 mai 1878  à Washington) est un physicien américain qui découvrit l'auto-induction et le principe de l'induction électromagnétique des courants induits.

## Biographie
En 1831, il créa une unité de mesure d'induction électrique qui fut nommée le henry en son honneur. Henry expérimenta et améliora l'électroaimant, inventé en 1824 par l'Anglais William Sturgeon. Dès 1829, il avait développé des électroaimants d'une grande puissance de levée. En 1831, il fabriqua le premier télégraphe électromagnétique opérationnel. Henry conçut et construisit également l'un des premiers moteurs électriques…
En 1847, alors qu'il était secrétaire de l'Institut Smithsonian des États-Unis, il instaure un système d'observations météorologiques. Les bulletins télégraphiques de tous les observatoires du pays sont centralisés à l'institut, et les informations analysées tous les jours. Une grande carte est établie et un bulletin est adressé au Washington Evening Post.
Il a effectué de nombreux travaux sur l'électromagnétisme. Il a aussi découvert le courant de rupture.